# Ноаптеш (Арђеш)
Ноаптеш (рум. Noapteș) насеље је у Румунији у округу Арђеш у општини Куртеа де Арђеш. Oпштина се налази на надморској висини од 408 m.

## Становништво
Према подацима из 2002. године у насељу је живело 805 становника, од којих су сви румунске националности.